# Ana Galvis Hotz
Ana Galvis Hotz   (Bogotà, 22 de juny de 1855 - Bogotà, 2 de novembre de 1934) va ser la primera dona metgessa de Colòmbia i Llatinoamèrica. Va obtenir el seu títol a la Universitat de Berna, Suïssa el 26 de juliol de 1877.

## Biografia
Filla de la suïssa Sofia Hotz i del metge Nicanor Galvis, va néixer en el si d'una família rica i es va destacar com a bona estudiant. A causa de les dificultats per ingressar en una universitat a Colòmbia per a dones, Ana Galvis es va postular per ingressar a estudiar a la Facultat de Medicina a la Universitat de Berna a Suïssa, i fou la primera colombiana admesa en una universitat. Per la seva tesi de grau, va investigar sobre l'epiteli amniòtic, descobrí una arquitectura cilíndrica per al teixit placentari. Al seu retorn a Bogotà va obrir una consulta privada de ginecologia i obstetricia i va exercir la medicina com a "especialista en malalties de l'úter i els seus annexos", i fou reconeguda com la primera especialista colombiana en ginecologia.